# Mickey Parade (international)
Pour les articles homonymes, voir Mickey Parade.
Mickey Parade était, entre avril 1966 et décembre 1979, une publication en version française de la revue recueil I Classici di Walt Disney (it) qui regroupait des récits publiés dans Topolino, hebdomadaire italien.
- Danemark : Jumbobog
- Estonie : Miki Hiir Koomiksikogu (lancée en 2008)
- Finlande : Aku Ankan taskukirja (lancée en 1970)
- France : Mickey Parade (du #723bis, avril 1966 au #1433bis, décembre 1979)
- Allemagne : Walt Disneys Lustige Taschenbücher puis Lustiges Taschenbuch (à partir du #119 en avril 1987)
- Islande : Myndasögusyrpa (lancée en 1994) puis Syrpa
- Italie : I Classici di Walt Disney (it)
- Norvège : Donald Pocket
- Suède : Kalle Ankas Pocket
- Pays-Bas : Donald Duck Pocket
- Pologne : Gigant Poleca (Komiks Gigant, lancée en 1992)
- Russie : Комикс Disney (lancée en 2010)